# Ophion maculator
Ophion maculator là một loài tò vò trong họ Ichneumonidae.